# Автопортрет невідомого
«Автопортрет невідомого» (рос. "Автопортрет неизвестного")— радянський художній фільм 1988 року, знятий на Кіностудії ім. О. Довженка.

## Сюжет
Фільм про людину, яка пливе за течією життя, тому що не змогла знайти свого місця в ньому… Сорокарічний інженер Ігор Чернов випадково опиняється в кінотеатрі. Його вражає схожість біографії екранного героя (Бєлова) зі своєю. Спостерігаючи за собою з боку, Ігор намагається зрозуміти і заново осмислити прожите життя, в якому він, як поет і художник, так і не реалізувався. Але чи вистачить сил почати все спочатку?

## У ролях
- Олександр Збруєв — Ігор Миколайович Бєлов, поет
- Наталія Негода — Віра
- Олена Константиновська — Лана, дочка Бєлова
- Анатолій Грачов — Григорій Семенович Мануйлов, редактор
- Сергій Полежаєв — Дорофєєв, професор
- Леонід Яновський — Лебедєв
- Борис Романов — Борис, інженер, друг Бєлова
- Ірина Вишнякова — подруга Лани
- Костянтин Карно — Саша Бойко, учень Бєлова
- Алла Покровська — мати Рябова
- Оксана Маляренко — адміністратор
- Валентина Івашова — білетер
- Людмила Лобза — буфетниця
- Галина Олексишина — епізод
- Кларина Шадько — епізод
- Валерій Панарін — епізод
- Микола Гудзь — епізод
- Віра Саранова — епізод
- Іван Бондар — відвідувач кінотеатру
- Микола Малашенко — відвідувач кінотеатру
- Ада Волошина — епізод
- Тетяна Агризкова — епізод

## Знімальна група
- Режисер — В'ячеслав Криштофович
- Сценарист — Віктор Мережко
- Оператори — Василь Трушковський, Олександр Шигаєв
- Композитор — Вадим Храпачов
- Художник — Інна Биченкова